# Nihals
Els nihals (sinbgular nihal) són un poble de l'Índia al Berar i al districte de Nimar a Madhya Pradesh.
Vivien al Melghat. Quan hi van arribar els korkus, van trobar als nihals en possessió del territori, però gradualment van esdevenir una mena de servidors dels nous vinguts; amb els temps els nihals van oblidar la seva llengua i el nihali quasi s'havia perdut entre els joves el 1900; no obstant les relacions entre nihals i korkus eren bones. Els nihals i korkus fumen junts però quan s'asseuen els korkus gaudeixen de les millors posicions. Els nihals es van dedicar al robatori de ramats al segle xix, però a finals del segle el costum va desaparèixer. Els nihals són hinduistes amb algunes costums pròpies.
Els nihals eren 2.483 al cens de 1881 i al Berar només es trobaven al Melghat. La seva població sembla que està estancada a l'entorn de les 5000 de les que menys de la meitat conserven la llengua.